# Chaetoceros didymus
Espèce
Chaetoceros didymus est une espèce de diatomées de la famille des Chaetocerotaceae.